# ブレイクアウト (2011年の映画)
『ブレイクアウト』（原題：Trespass）は、ジョエル・シュマッカー監督による2011年のアメリカ合衆国のサイコスリラー映画である。主演はニコラス・ケイジとニコール・キッドマンで、強盗に襲われる夫婦を演じる。

## キャスト
役名、俳優、日本語吹替。
- カイル・ミラー - ニコラス・ケイジ（大塚明夫）

ダイヤモンドディーラー。
- サラ・ミラー - ニコール・キッドマン（田中敦子）

カイルの妻。
- エイヴリー・ミラー - リアナ・リベラト（下山田綾華）

カイルとサラの娘。
- エライアス - ベン・メンデルソーン（楠大典）

強盗団のリーダー。
- ジョーナ - キャム・ギガンデット（小松史法）

強盗団のメンバー。エライアスの弟。
- ペタル - ジョーダナ・スパイロ（岡田恵）

強盗団のメンバー。紅一点。
- タイ - ダッシュ・ミホク（長島真祐）

強盗団のメンバー。

## 製作
2010年8月3日、ケイジはキッドマンの夫役ではなく誘拐犯役を演じたくなったが認められず、プロジェクトから降板すると報じられた。ケイジの代役にはリーヴ・シュレイバーがオファーされた。しかしながら後日、結局ケイジが夫役に復帰することが報じられた。この混乱により、製作開始日は2010年8月16日から30日に延期された。 
撮影は8月30日にルイジアナ州シュリーブポートで開始された。

## 公開
2011年9月に第36回トロント国際映画祭でプレミア上映された。アメリカ合衆国とカナダでは2011年10月14日に限定公開された。

## 評価
Rotten Tomatoesでは68件のレビューで支持率は10%となった。また、Metacriticでは19件のレビューで加重平均値は37/100となった。映画の批判意見には主に脚本、プロットに対するものが多く、スペイン映画『スペイン一家監禁事件』との類似も指摘された。一方で、キッドマン、ギガンデット、メンデルソーンら俳優陣の演技に対しては好意的評価もみられた。『タイム』のメリー・ポールズは2011年の映画ワースト10のうち1本に本作を選んだ。